# 董教总
董教总是下列机构的联合简称，是推动马来西亚华文教育工作的最主要组织：
- 马来西亚华校董事联合会总会（简称董总）
- 马来西亚华校教师会总会（简称教总）

## 组织及工作
董总与教总是全国国民型华文小学（华小）和华文独立中学（独中）的董事会与教师会通过各州董联会与教师会组合而成的联合体。
董教总根据各个时期的工作需要，成立了各种机构和工作委员会负责各项有关工作。董教总于1973年成立董教总独中工委会，1994年成立董教总华小工委会。1994年，董教总联合「独立大学有限公司」成立「董教总教育中心（非营利）有限公司」，并通过董教总教育中心（非营利）有限公司于1997年创办新纪元学院。

## 外部連結
- 马来西亚华文学校董事联合会总会 （页面存档备份，存于）
- 马来西亚华文学校教师会总会 （页面存档备份，存于）
- 新紀元學院 （页面存档备份，存于）